# Jörg Tebbe
Jörg Tebbe (ur. 5 kwietnia 1979 w Haselünne) – niemiecki żużlowiec, występujący również na długim torze i na trawie.

## Życiorys
Siedmiokrotny medalista drużynowych mistrzostw świata na długim torze: trzykrotnie złoty (2011, 2012, 2014), dwukrotnie srebrny (2015, 2016) oraz dwukrotnie brązowy (2018, 2019). Wielokrotny uczestnik finałów indywidualnych mistrzostw świata na długim torze oraz indywidualnych mistrzostw Europy na torze trawiastym. Trzykrotny medalista indywidualnych mistrzostw Niemiec na długim torze: dwukrotnie złoty (2015, 2018) oraz srebrny (2014).
W lidze polskiej reprezentant klubu Start Gniezno (2008).